# Кровососка оленяча
Кровососка оленяча (Lipoptena cervi) — вид двокрилих комах родини кровососок (Hippoboscidae). Ектопаразит теплокровних тварин.

## Поширення
Природно вид поширений на півночі Азії (Північний Китай, Сибір) та у Скандинавії. Разом із худобою завезений у Північну Америку та помірні регіони Європи.

## Опис
Це сильно сплощені з щільними шкірястими блискучими покровами світло-коричневого кольору мухи. Завдяки щільним покривам і плескатій формі тіло кровососки може витримувати сильний тиск. Довжина тіла крилатої особини 3—3,5 мм. Голова спрямована вперед і також сплощена, вусики розташовуються в глибоких западинах на лобі, практично не виступаючи над поверхнею. Досить великі очі, що складені з 2,5—3 тис. фасеток, розташовані з боків голови та займають до 25 % її поверхні. Крім складних очей, на голові є три простих вічка. Ротовий апарат колючо-смокчучого типу, схожий по будові з хоботком мухи жигалки осінньої. З боків грудей розташовані сильні, з потовщеними стегнами ноги, увінчані асиметричними кігтиками. Крила добре розвинені, прозорі щільні, з невеликим числом жилок, завдовжки 5,5—6 мм. Покрови черевця еластичні, тому при харчуванні і «вагітності» черевце може сильно збільшуватися в розмірах.

## Спосіб життя
Кровососка оленяча трапляється мешкає в заболочених місцях, по краях боліт, вздовж звіриних стежок. Живиться кров'ю ссавців родини оленевих (Cervidae). У своєму природному ареалі паразит нападає на лося, оленя благородного, сарну, лань, кабаргу. В Північній Америці кровососка нападає також на карибу, вапіті, оленя білохвостого. Також зафіксовані випадки нападів на корів, кіз та овець, кабанів, борсуків, лисиць, росомах, ведмедів, собак та людину. Але в цих випадках самиця після годування не в змозі розмножуватися.
Нападають кровососки виключно вдень. Кров'ю харчуються і самці, і самиці. Побачивши відповідний об'єкт, кровососка злітає і рухається в сторону потенційного господаря. Літають кровососки погано і недалеко, летять на тепло і запах. Потрапивши на тіло господаря кровососки скидають крила, обламуючи їх біля основи, зариваються в шерсть і приступають до живлення кров'ю. Протягом двох-трьох тижнів після початку харчування настає період дозрівання мух (темнішає забарвлення покривів, голова втягується в плечові вирости грудей, атрофуються крилові м'язи, збільшується розмір черевця, проявляється статевий диморфізм, спостерігається статева активність). На одному лосі чи олені може паразитувати до 1000 і більше мух.
Для виду характерне живородіння. Розвиток яйця і дозрівання личинки проходить в тілі матері. Народжується завжди лише одна личинка. На світ з'являються зрілі личинки (3—4 мм завдовжки), які вже готові до заляльковування. Пупарії не прикріплюються до шерсті й падають на землі, де очікують весни. Лялечки спостерігаються з кінця вересня і до кінця березня, оскільки кровососки, що паразитують у шерсті теплокровного господаря, живуть дуже довго і активні протягом всієї зими. За оптимальних умов одна самиця за життя може відкласти від 20 до 30 личинок. Тривалість життя безкрилої паразитичної форми оленячої кровососки на тілі господаря — п'ять-шість місяців, і лише до початку літа лосі повністю звільняються від кровососок.

## Патогенні властивості
Кровососка оленяча є одним із переносників бактерії Anaplasma phagocytophilum, яка є збудником гранулоцитарного анаплазмозу у корів, овець та людини. Також в організмі кровососки виявлена бактерія Borrelia burgdorferi, причинний агент хвороби Лайма. Проте невідомо, чи здатна комаха передавати цього збудника людині. Відомо, що у коней після укусу розвивалися коліки, а в укушених собак виявляли помірний або тяжкий дерматит, спричинений бактерією Bartonella schoenbuchensis.